# August Kovačec
August Kovačec (ur. 6 sierpnia 1938 we wsi Donje Jesenje) – chorwacki językoznawca, romanista.
Studiował na Wydziale Filozoficznym Uniwersytetu Zagrzebskiego, gdzie w 1965 roku uzyskał doktorat na podstawie rozprawy pt. Opis današnjeg istrorumunjskog. Był lektorem języka chorwackiego na Uniwersytecie Bukareszteńskim (1960–1962). W 1962 roku został zatrudniony na Uniwersytecie Zagrzebskim, gdzie w 1983 r. objął stanowisko profesora zwyczajnego (od 2008 r. profesor emeritus).
Zajmował się w szczególności językiem istrorumuńskim i językiem żydowsko-hiszpańskim w Dubrowniku i Sarajewie oraz kontaktami tych języków z chorwackim. Jego monografia o języku istrorumuńskim z 1971 roku została wyróżniona nagrodą Akademii Rumuńskiej.
Jego dorobek obejmuje także prace z zakresu języka francuskiego, syntaktyki porównawczej oraz prace na temat języków bałkańskich i literaturach romańskich. Był redaktorem naczelnym wydawnictwa Hrvatski opći leksikon (1991–1996) i Encyklopedii Chorwackiej (2001–2005). W 2009 r. otrzymał Państwową Nagrodę Naukową za całokształt dorobku.
Niektóre aspekty jego działalności spotkały się z krytyką, zwłaszcza dążności preskryptywistyczne, puryzm, prymordialistyczne pojmowanie narodów i subiektywny charakter jego artykułów na temat polityki językowej.